# Nicolae Davidescu
Nicolae Davidescu (ur. 24 października 1888 w Bukareszcie, zm. 12 czerwca 1954 tamże) – rumuński pisarz, poeta i krytyk literacki.
Wczesne utwory poetyckie Nicolae Davidescu (Inscripții wydane w 1916 roku), wykazują znaczny wpływ Charles’a Baudelaire’a. W utworach prozatorskich Davidescu eksperymentował z symbolizmem (Zâna din fundul lacului) i psychologią społeczną (Vioara mută). Po jego śmierci wydano dwa zbiory jego tekstów krytycznoliterackich.

## Twórczość

### Poezja
- La fântâna Castaliei (1910)
- Inscripții (1916)

### Proza
- Zâna din fundul lacului (1912)
- Sfinxul (1915)
- Conservator et C-ie (1924)
- Vioara mută (1928)

### Krytyka literacka
- Aspecte și direcții literare (1975)
- Poezii, teatru, proză (1977)